# Teodoro de Tarso
Teodoro de Tarso ou Teodoro de Cantuária (em latim: Theodorus Cantuariensis) foi o 8º arcebispo de Cantuária, célebre por sua reforma na Igreja da Inglaterra e a fundação de uma escola em Cantuária. Sua vida pode ser dividida entre o período antes de sua chegada na Britânia como arcebispo de Cantuária e seu arquiepiscopado. Até recentemente, o foco acadêmico sobre ele havia se focado apenas o no período final, que está atestado na História Eclesiástica do Povo Inglês de Beda, e também na Vida de São Vilfrido (Vita Sancti Wilfrithi), de Estêvão de Ripon, enquanto que nenhuma fonte cita diretamente as atividades anteriores de Teodoro. Porém, Michael Lapidge e Bernard Bischoff conseguiram reconstruir parte de sua vida anterior com base em estudos de textos produzidos por sua escola em Cantuária.

## Primeiros anos
Teodoro era de ascendência grega bizantina, nascido em Tarso, na Cilícia, uma diocese de língua grega do Império Bizantino.  Teodoro testemunhou em sua infância as devastadoras guerras entre os bizantinos e o Império Sassânida, que resultaram na captura de Antioquia, Damasco e Jerusalém em 613-614. Tarso foi capturada por forças persas quando Teodoro tinha 11 ou 12 anos e há evidências que ele tinha experimentado a cultura persa. É mais provável que ele tenha estudado em Antioquia, o lar histórico de uma distinta escola de exegese (veja Escola de Antioquia), da qual ele era um defensor e proponente.Teodoro também estava familiarizado com a cultura, a língua e a literatura siríacas, e pode ter viajado até Edessa.
Embora fosse possível para um grego viver sob o jugo persa, as conquistas árabes, incluindo Tarso em 637, certamente expulsaram Teodoro dali. Se ele fugiu antes, Teodoro já teria por volta de 35 aos quando ele deixou sua terra natal. A seguir, ele estudou na capital bizantina, incluindo astronomia, matemática eclesiástica (computus), astrologia, medicina, direito romano, retórica e filosofia.
Em algum momento antes da década de 660, Teodoro veio para o ocidente, para Roma, e estava vivendo em uma comunidade de monges orientais, provavelmente no mosteiro de Santo Anastácio. Nesta época, além de seus já profundos conhecimentos de grego, ele se tornou também um erudito na literatura latina, tanto secular quanto sagrada. O Sínodo de Whitby (664) confirmou a decisão da Igreja Anglo-Saxônica de seguir Roma em 667, quando Teodoro tinha 66 anos, e a sé de Cantuária ficou vaga. Vigardo (Whighard), que tinha sido escolhido para ocupar o posto, morreu inesperadamente. Ele tinha sido enviado ao Papa Vitaliano pelo rei Egberto de Câncio e o rei Osvio da Nortúmbria, para ser consagrado como arcebispo. Logo após a morte de Vigardo, Teodoro foi escolhido por recomendação de Adriano (que seria futuramente o abade de São Pedro e São Paulo em Cantuária). Teodoro recebeu o pálio em Roma, em 26 de março de 668, e seguiu para a Inglaterra com Adriano, chegando lá em 27 de maio do ano seguinte.

## Arcebispo de Cantuária

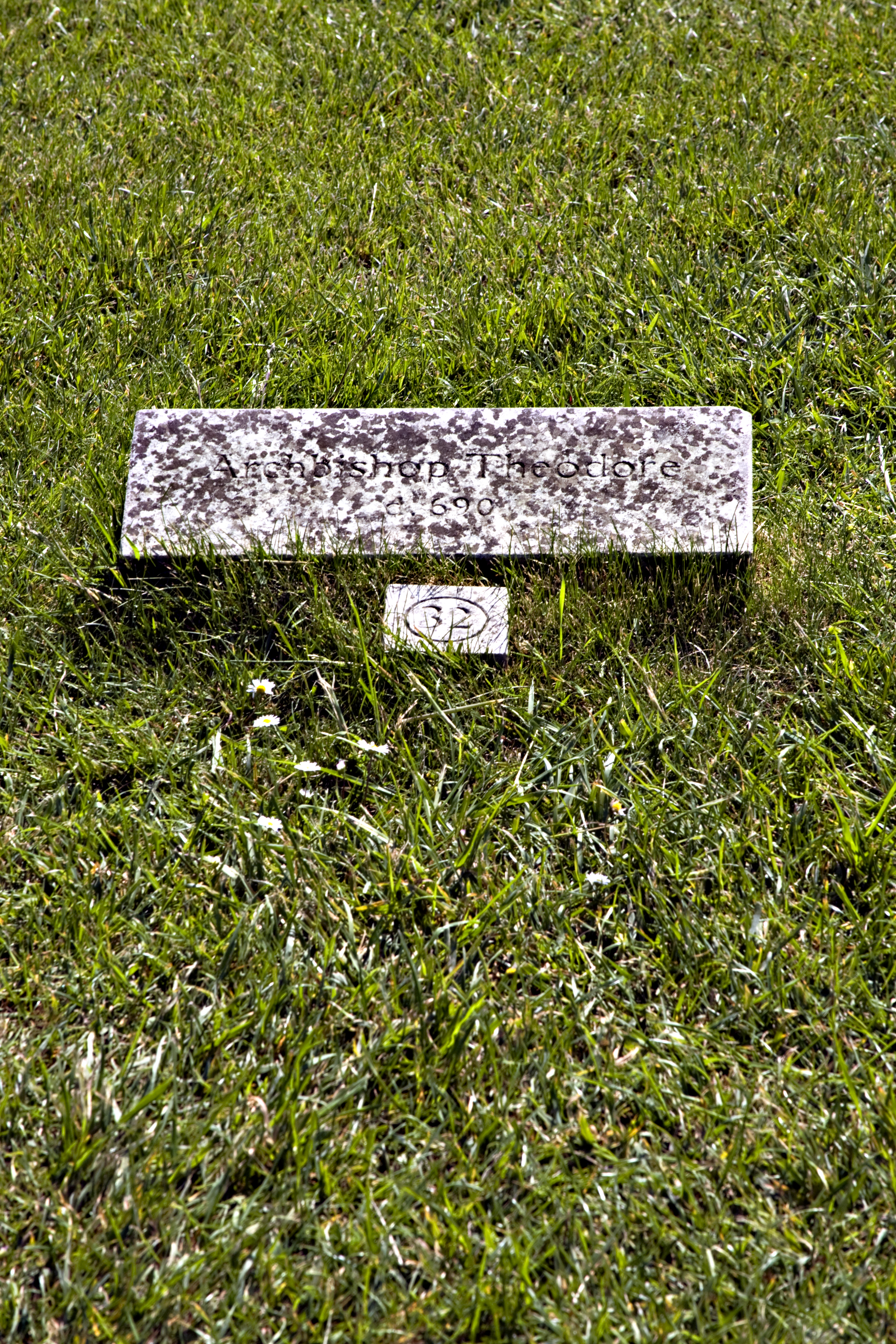
Lápide que demarca o local onde está enterrado Teodoro

Teodoro ordenou que pesquisa fosse realizada na Igreja da Inglaterra, apontou diversos bispos para sés que estavam abandonadas havia algum tempo[a] e então convocou o Concílio de Hertford para instituir as reformas sobre a data correta para celebração da Páscoa, autoridade episcopal, monges viajantes, a convocação periódica de futuros sínodos, o casamento e as proibições relativas à consanguinidade, além de outros assuntos. Ele também propôs dividir as dioceses maiores da Nortúmbria em seções menores, uma política que acabou colocando-o em choque com o bispo Vilfrido, que o próprio Teodoro tinha apontado para a sé de Iorque. Teodoro depôs e expulsou Vilfrido em 678 e prosseguiu com seu plano de dividir as dioceses na sequência. O conflito com Vilfrido só seria definitivamente resolvido em 686-687.
Em 679, Elfuíno (Ælfwine), o irmão de Egfrido da Nortúmbria (r. 670–685), foi morto numa batalha contra os mércios. A intervenção de Teodoro impediu que a guerra se aprofundasse e acabou resultando numa paz entre os dois reinos, com o rei Etelredo da Mércia (r. 675–704) pagando um veregildo (uma compensação) pela morte de Elfuíno.

## Escola de Cantuária

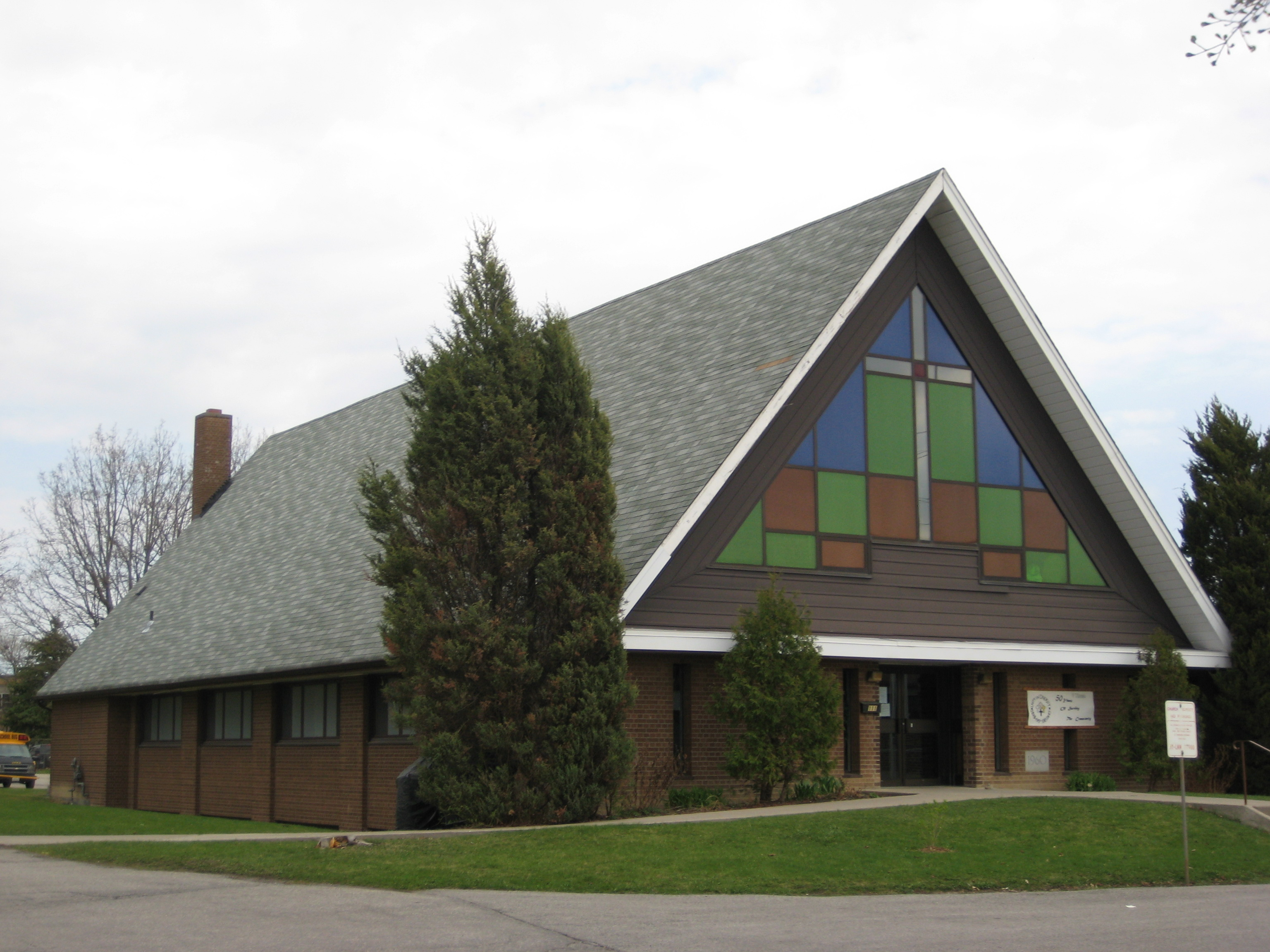
Igreja Anglicana de São Teodoro de Cantuária em Toronto, Canadá

Teodoro e Adriano fundaram uma escola em Cantuária, o que resultou numa "idade de ouro" do conhecimento anglo-saxônico:
| “ | Eles atraíram um grande número de estudantes, nas mentes dos quais eles despejaram as águas de todo o conhecimento, dia após dia. Além de instruí-los nas Sagradas Escrituras, eles também ensinaram a seus pupilos poesia, astronomia, os cálculos do calendário eclesiástico... Nunca antes houve tempos tão felizes desde que os ingleses colonizaram a Britânia | ” |
|   | — História Eclesiástica do Povo Inglês, Beda. |   |

Teodoro também ensinou música sagrada, introduziu diversas obras, conhecimento sobre os santos orientais e pode ter sido o responsável pela introdução da Litania dos Santos, uma enorme inovação litúrgica, no ocidente. Alguns de seus pensamentos estão disponíveis nos "Comentários Bíblicos", notas colecionadas por seus estudantes na Escola de Cantuária. Também de enorme interesse é a obra, recentemente atribuída a ele, chamada Latérculo Malaliano. Desprezada por muitos anos, ela foi redescoberta na década de 1990 e tem se demonstrado desde então inestimável por conter numerosos elementos interessantes sobre a formação transmediterrânea de Teodoro.
Pupilos da escola em Cantuária foram enviados como abades beneditinos no sul da Inglaterra, disseminando assim o curriculum proposto por Teodoro. Teodoro também convocou outros sínodos: em setembro de 680, o Concílio de Hatfield, confirmando a ortodoxia doutrinária da Igreja Inglesa frente a controvérsia monotelita e impondo o uso da cláusula Filioque, e em cerca de 684 em Twyford, perto de Alnwick, na Nortúmbria. Teodoro morreu em 690, na formidável idade de 88 anos, tendo sido o arcebispo de Cantuária por vinte e dois anos, e foi enterrado lá, na igreja de São Pedro.